# Железное (Северо-Казахстанская область)
Железное (каз. Железное) — село в Жамбылском районе Северо-Казахстанской области Казахстана. Входит в состав Пресновского сельского округа. Код КАТО — 594630300.

## География
Расположено около озера Литвиново. В 6 км к северу находится озеро Арлаколь.

## История
До 2013 года село являлось административным центром упразднённого Железинского сельского округа.

## Население
В 1999 году население села составляло 761 человек (379 мужчин и 382 женщины). По данным переписи 2009 года в селе проживало 570 человек (287 мужчин и 283 женщины).